# Angoche
Angoche é uma cidade da província de Nampula em Moçambique, sede do distrito com o mesmo nome. Administrativamente, é um município, com governo local eleito desde 1998
De acordo com o censo de 2017, a cidade tem uma área de 2 986 km² e uma população de 103 769 habitantes.

## História
O nome Parapato ou Parapatho foi usado historicamente para designar a cidade, e ainda hoje é usado localmente.
A cidade foi designada por António Enes até 1976, em homenagem ao antigo Comissário Régio para Moçambique, António José Enes.
Foi uma cidade onde árabes e swahilis conviveram. Abriga uma frota pesqueira utilizada na pesca do camarão.
Desde 1998 que o município é governado por um Presidente do Conselho Municipal eleito. Já se realizaram seis eleições autárquicas no município tendo sido eleitos:
| Tomada de posse | Presidente do Conselho Municipal | Partido |
| --------------- | -------------------------------- | ------- |
| 1998            | José Constantino                 | Frelimo |
| 2003            | Alberto Omar Assane              | Renamo  |
| 2009            | Américo Adamugi                  | Frelimo |
| 2014            | Américo Adamugi                  | Frelimo |
| 2019            | Ossufo Raja                      | Renamo  |
| 2024            | Dalila Ussene                    | Frelimo |